# Lacustricola mediolateralis
Lacustricola mediolateralis är en fiskart som först beskrevs av Poll, 1967.  Lacustricola mediolateralis ingår i släktet Lacustricola och familjen Poeciliidae. IUCN kategoriserar arten globalt som livskraftig. Inga underarter finns listade i Catalogue of Life.